# Merla roquera costanera
La merla roquera costanera (Monticola imerina) és una espècie d'ocell de la família dels muscicàpids (Muscicapidae) És endèmica de la costa sud de Madagascar. El seus hàbitats naturals són el matollar i la sabana. El seu estat de conservació es considera de risc mínim.